# Кристиан Август Вальдек-Пирмонтский
Принц Кристиан Август Вальдек-Пирмонтский (нем. Christian August, Prinz zu Waldeck-Pyrmont; 6 декабря 1744, Бад-Арользен — 25 августа 1798, Лиссабон) — австрийский фельдцейхмейстер (1794) и португальский маршал армии (19 апреля 1797).

## Биография
Родился 6 декабря 1744 года в Бад-Арользене, сын главнокомандующего нидерландской армией князя Карла Августа Фридриха Вальдек-Пирмонтского.
В молодости принц Кристиан Август сопровождал Гёте в путешествии по Италии. По возвращении из Италии был принят на австрийскую военную службу. В 1770 году получил чин подполковника 39-го драгунского полка, а через год возглавил этот полк. Однако вскоре принц Вальдек-Пирмонтский перешёл на российскую военную службу с чином полковника и принимал участие в русско-турецкой войне.
В 1773 году он вернулся в Австрию и вновь возглавил 39-й драгунский полк (этот полк с 1784 года носил его имя). С 1781 года состоял в свите австрийского императора.
Отличился в Турецкой кампании 1789 года, командуя дивизией в армии Лаудона. За отличие получил чин фельдмаршал-лейтенанта (1789).
В 1792 году Кристиан Август Вальдек-Пирмонтский предводительствовал австрийскими войсками в корпусе князя Гогенлоэ; в сражении при Тьонвиле лишился руки, но, несмотря на это, продолжал службу.
При взятии в 1793 году Вейссенбургских линий, ему удалось напасть с тыла на французов, между тем, как Вурмзер атаковал его с фронта. За это отличие он 25 октября 1793 года был награждён командорским крестом ордена Марии Терезии и произведён в генералы от кавалерии. После этого, начальствуя над левым крылом армии, он овладел неприятельским лагерем в Ванценау, отбросил французов в Страсбург и взял крепость Фор-Луи.
В 1794 году он был назначен генерал-квартирмейстером австрийской армии в Нидерландах, а вскоре и членом Придворного военного совета, в 1796 году стал главнокомандующим войсками в Богемии, а в 1797 году перешёл с чином маршала армии (Marechal do Exército) в португальскую службу, в которую тамошнее правительство пригласило его для преобразования армии. Задуманное ему завершить не удалось, поскольку он скончался 25 августа 1798 года в Лиссабоне, похоронен на Английском кладбище.